# Arnhem

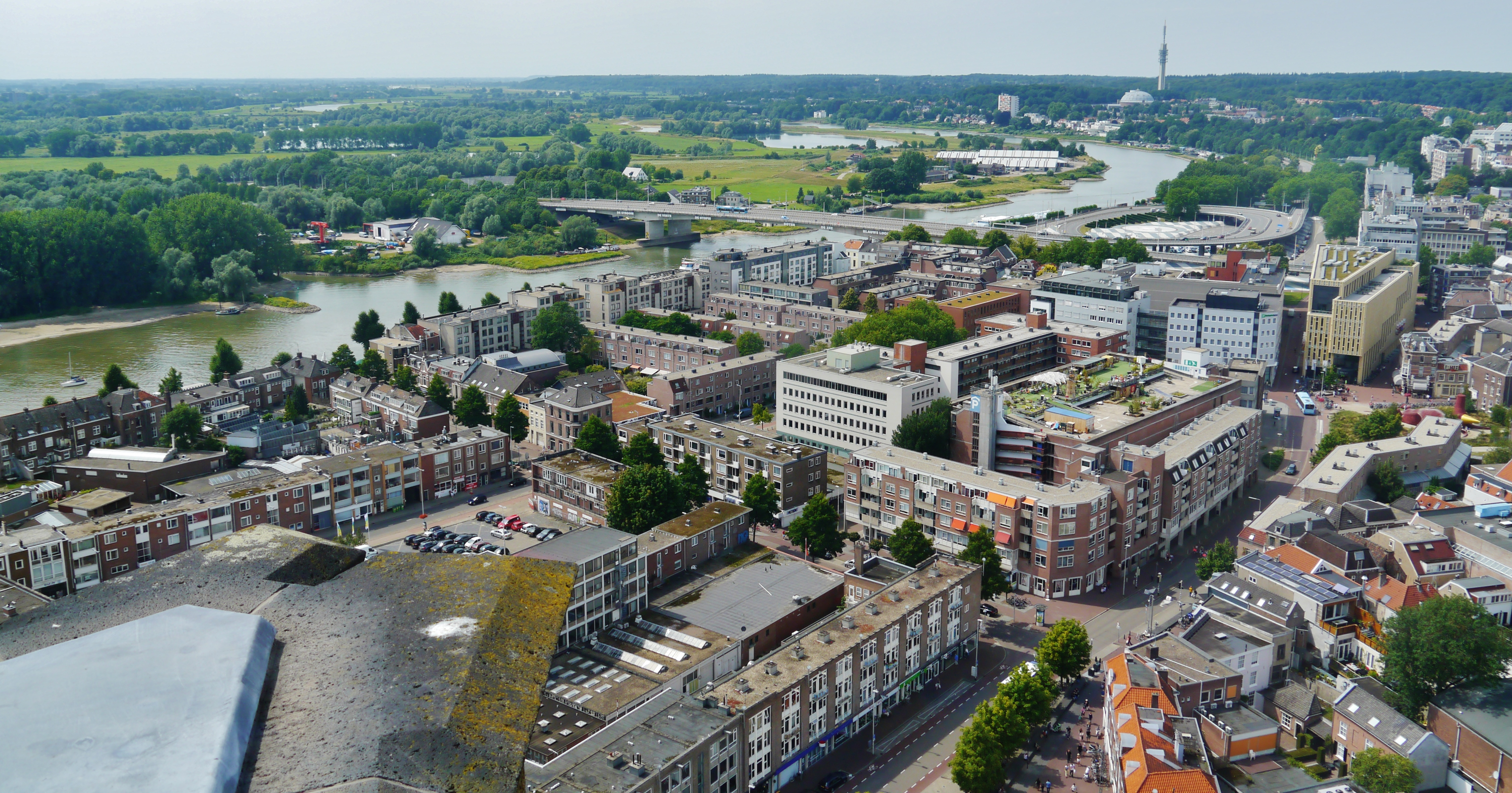
Panorama miasta w kierunku Driel

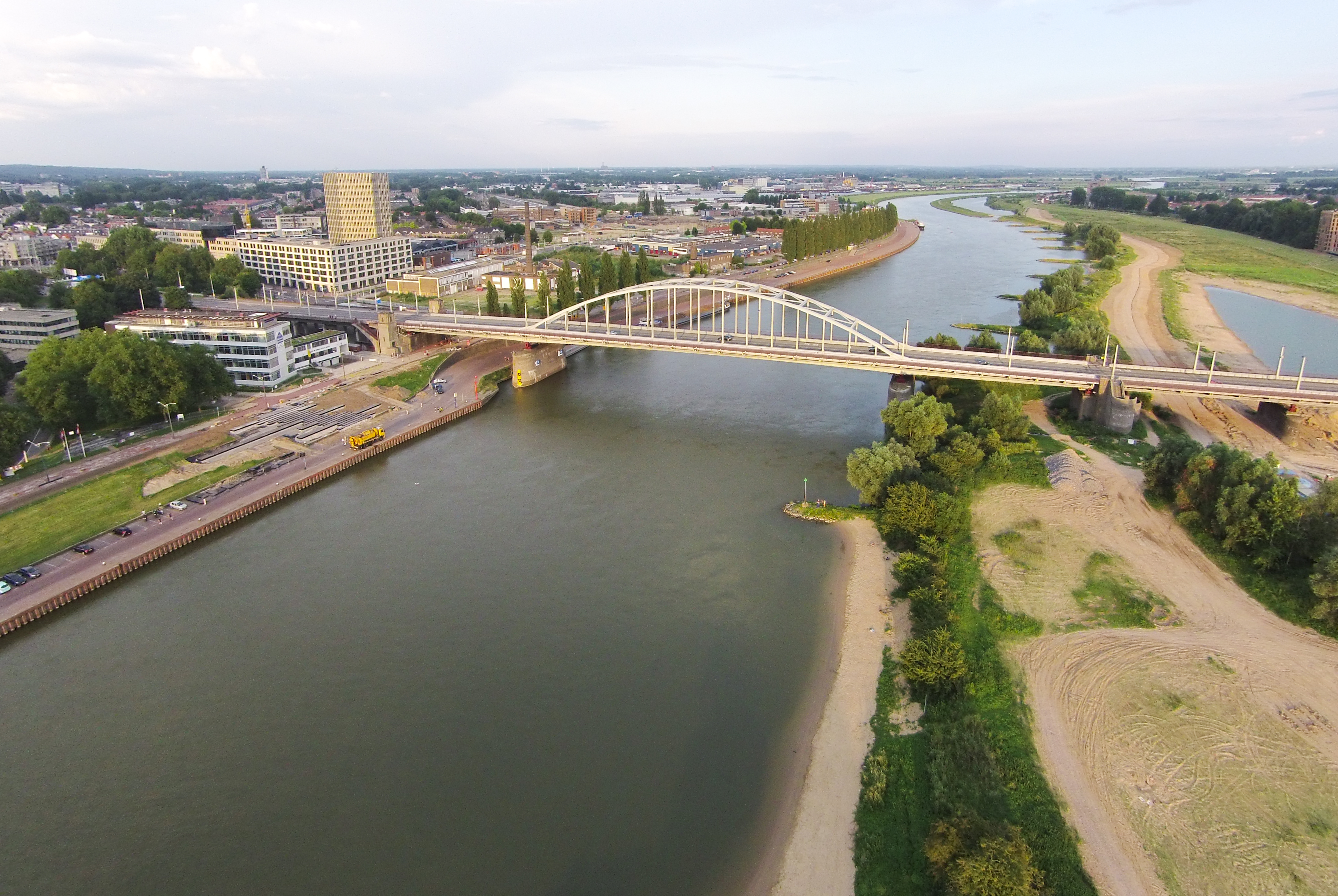
Most Johna Frosta na Renie w Arnhem, o który walczono w 1944

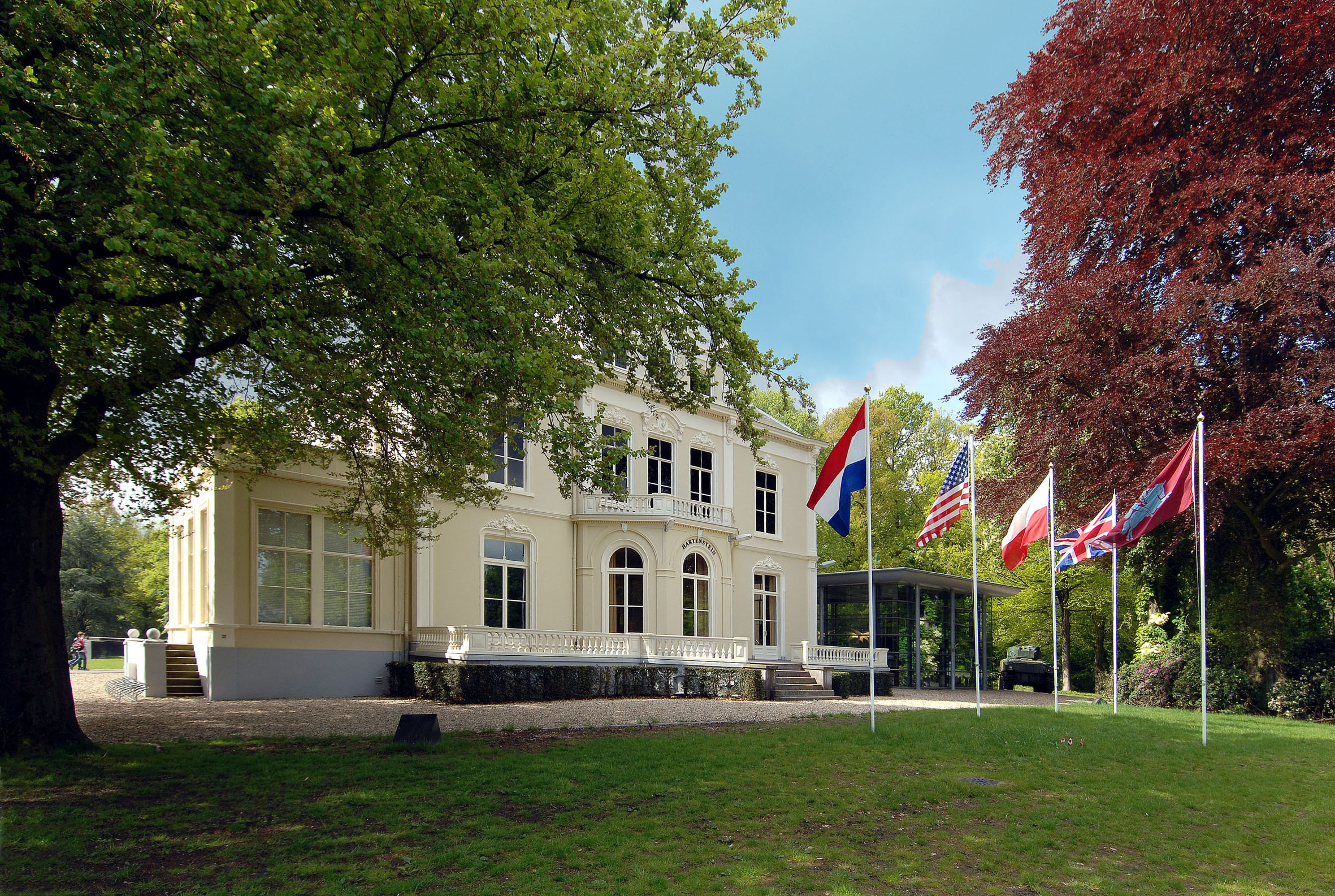
Airborne Museum

Arnhem (niem. Arnheim) – miasto we wschodniej Holandii nad Dolnym Renem (Nederrijn), stolica prowincji Geldria. Arnhem z liczbą 152 506 mieszkańców jest częścią zespołu miejskiego Arnhem-Nijmegen, aglomeracji z 736 000 mieszkańców.

## Historia
Pierwsze wzmianki o mieście pochodzą z 899. Prawa miejskie Arnhem uzyskało w 1233 od hrabiego Geldrii Ottona II, a od 1440 roku było członkiem Hanzy. W średniowieczu kilkakrotnie było siedzibą hrabiów Geldrii. W XV w. miało około 4000 mieszkańców. W 1473 miasto zdobył książę burgundzki Karol Śmiały, a w 1502 tego samego dokonał arcyksiążę austriacki Filip I Piękny.
W trakcie panowania cesarza Karola V Arnhem stało się głównym miastem Geldrii. Od 1585 należało do Republiki Zjednoczonych Prowincji. Później dwukrotnie przechodziło pod francuskie panowanie (1672–1674 i 1795–1813). Do 1829 było twierdzą.
Miasto jest najbardziej znane z bitwy jaka rozegrała się w nim i jego okolicach podczas II wojny światowej. W ramach operacji Market Garden (17–26 września 1944) pod Arnhem wylądowała brytyjska 1 Dywizja Powietrznodesantowa (później wsparta polską 1 Samodzielną Brygadą Spadochronową). Desant został zaskoczony przez dwie odpoczywające w okolicy dywizje pancerne Waffen-SS. W wyniku walk alianci ponieśli klęskę (brytyjska dywizja w zasadzie przestała istnieć), a miasto zostało prawie całkowicie zniszczone. Ostatecznie Arnhem zostało wyzwolone 16 kwietnia 1945.
Obecnie miasto jest ważnym ośrodkiem przemysłowym, naukowym (szkoły wyższe m.in. leśnictwa, teatralna, Akademia Sztuk Pięknych) i kulturalnym (muzea).

## Zabytki
- Kościół św. Walburgi z 1422
- Kościół św. Euzebiusza z drugiej połowy XV wieku
- Ratusz z około 1540
- Kościół św. Marcina z około 1874 (kościół Polskiej Misji Katolickiej)

Poza tym niedaleko Arnhem znajdują się dwa parki narodowe i jeden z największych ogrodów zoologicznych w Holandii:
- Veluwezoom, który założono w 1930 (jest on najstarszym parkiem narodowym Holandii),
- Hoge Veluwe, w którym (a dokładniej w Otterlo) znajdują się muzeum malarstwa Kröller-Möller i galeria sztuki nowoczesnej w plenerze,
- Burgers' Zoo.

## Gospodarka
Wielki ośrodek przemysłu chemicznego (zakłady koncernu Akzo), są tam też zakłady przemysłu stoczniowego, hutniczego, metalowego, elektrycznego, skórzanego i włókienniczego.

## Transport
Wielki węzeł kolejowy ze stacją kolejową Arnhem Centraal (ICE) i drogowy (A12, A50, A325). Miasto posiada sieć trolejbusową i port rzeczny.
W mieście znajdują się trzy mosty:
- most Nelsona Mandeli – Nelson Mandelabrug;
- most Andrieja Sacharowa – Andriej Sacharovbrug;
- most Johna Frosta – John Frostbrug.

## Sport
- SBV Vitesse – klub piłkarski

## Sławni mieszkańcy
- Wilhelm Gerard Burgers – fizyk, chemik i krystalograf holenderski
- Hendrik Lorentz – fizyk holenderski
- Eduard van Beinum – dyrygent holenderski

## Miasta partnerskie
- Airdrie, Wielka Brytania
- Croydon, Wielka Brytania
- Gera, Niemcy
- Hradec Králové, Czechy
- Kimberley, Południowa Afryka
- Villa El Salvador, Peru
- Wuhan, Chińska Republika Ludowa